# Johann Mathias von Holst
Johann Mathias von Holst (auch Johann Matthias von Holst; * 4. Oktober 1839 in Fellin; † 8. April 1905 in Charlottenburg) war ein deutschbaltischer Architekt.

## Leben
Johann Mathias von Holst besuchte als Sohn des Pastors Valentin von Holst (1808–1860) und der Marie von Holst geb. Lenz (1812–1886) die vom Vater des Musikers Hans Schmidt gegründete Schmidt’sche Anstalt in Neu-Tennasilm in Fellin und legte dort 1857 die Reifeprüfung ab. Er studierte von 1858 bis 1861 an der Polytechnischen Schule Hannover bei Conrad Wilhelm Hase und bis 1862 am Eidgenössischen Polytechnikum Zürich. Im Wintersemester 1861/62 wurde er Mitglied der Teutonia Zürich, des späteren Corps Frisia Karlsruhe. Im Sommersemester 1862 gehörte er zu den Stiftern der Baltica Zürich, des späteren Corps Baltica Danzig.
Anschließend wurde er in zeitlicher Abfolge Mitarbeiter in den Architekturbüros von Christian Friedrich von Leins in Stuttgart und Heinrich Ferstel in Wien. Nach einem erneuten dreijährigen Aufenthalt in seiner Heimatstadt und Architektentätigkeit in Riga wurde er nach 1876 von Charlottenburg aus für die Berlin-Hamburger Immobiliengesellschaft als technischer Direktor tätig. Nach der Liquidierung und Gründung der Nachfolgegesellschaft Baugesellschaft Bellevue blieb er technischer Direktor und war von 1882 bis 1887 im gemeinsam mit Carl Zaar betriebenen Architekturbüro Zaar und von Holst an zahlreichen Bauprojekten beteiligt.
Er wurde am 21. April 1905 bestattet.

## Mitgliedschaften
Er war Mitglied der Landsmannschaft Baltika in Zürich und Mitglied im Verein Berliner Künstler.

## Werk
- 1866: evangelisch-lutherische Kirche St. Paulus in Fellin (Livland)

### Im Architekturbüro Zaar und von Holst

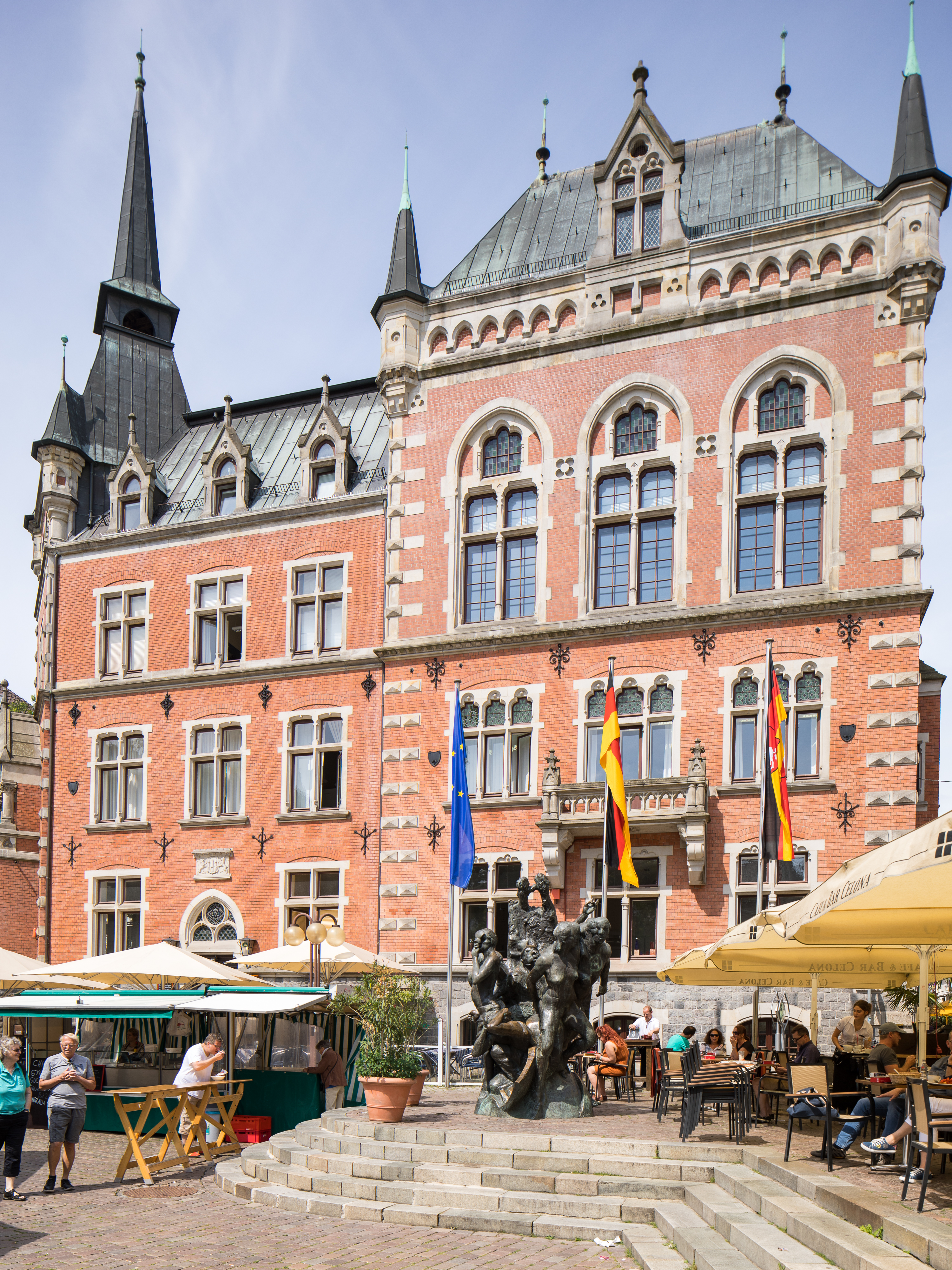
Neues Rathaus Oldenburg – Ostansicht

- 1882: Wettbewerbsentwurf (Motto „Fortuna in concordia“) für den Neubau des Rathauses in Wiesbaden (nicht ausgeführt)
- 1883–1884: Grand Hôtel Alexanderplatz in Berlin, Alexanderstraße 46–48 / Alte Schützenstraße (in Zusammenarbeit mit Wilhelm Martens; nicht erhalten)
- 1884/1885: Wettbewerbsentwurf (Motto „Dividende“) für die Bebauung des westlichen Abschnitts der Kaiser-Wilhelm-Straße in Berlin-Mitte (prämiert mit einem von zwei 2. Preisen)
- 1885: Wettbewerbsentwurf für das Reichsgericht in Leipzig (Beteiligung nicht gesichert)
- 1886: Wettbewerbsentwurf (Motto „Halt' Maß“) für das Landesausschuss-Gebäude in Straßburg (Elsass) (zum Ankauf empfohlen)
- 1886–1888: Rathaus in Oldenburg (Oldenburg), Markt 1 (Bauleitung durch Franz Noack, Franz Wilhelm Adams, C. J. Krito und Hermann Ramien)

sowie undatiert:
- Stadtvilla in Berlin, Lessingstraße 56 (heute 51)
- Stadtvilla in Berlin, Lessingstraße 57 (heute 52)
- Wohnhaus in Berlin, Klopstockstraße 43
- Doppelwohnhaus in Berlin, Klopstockstraße 44/45